# Lasioglossum maitlandi
Lasioglossum maitlandi är en biart som först beskrevs av Cockerell 1910.  Lasioglossum maitlandi ingår i släktet smalbin, och familjen vägbin. Inga underarter finns listade i Catalogue of Life.

## Bildgalleri

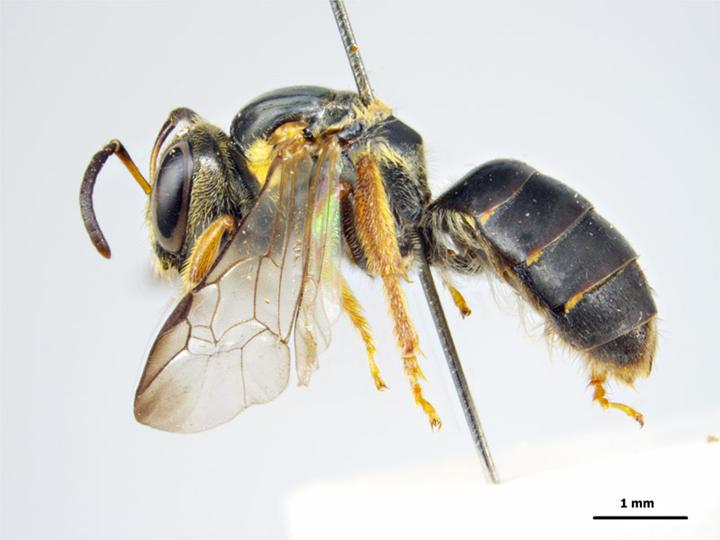
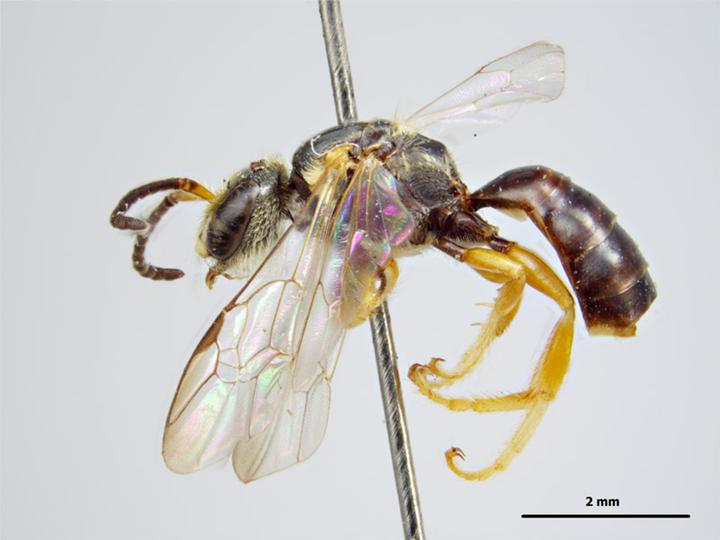